# Unterwiesenthal
Unterwiesenthal ist ein Stadtteil der Stadt Oberwiesenthal im sächsischen Erzgebirgskreis. Bis zur Vereinigung mit Oberwiesenthal am 1. September 1921 war der Ort eine selbstständige Stadt.

## Geografie

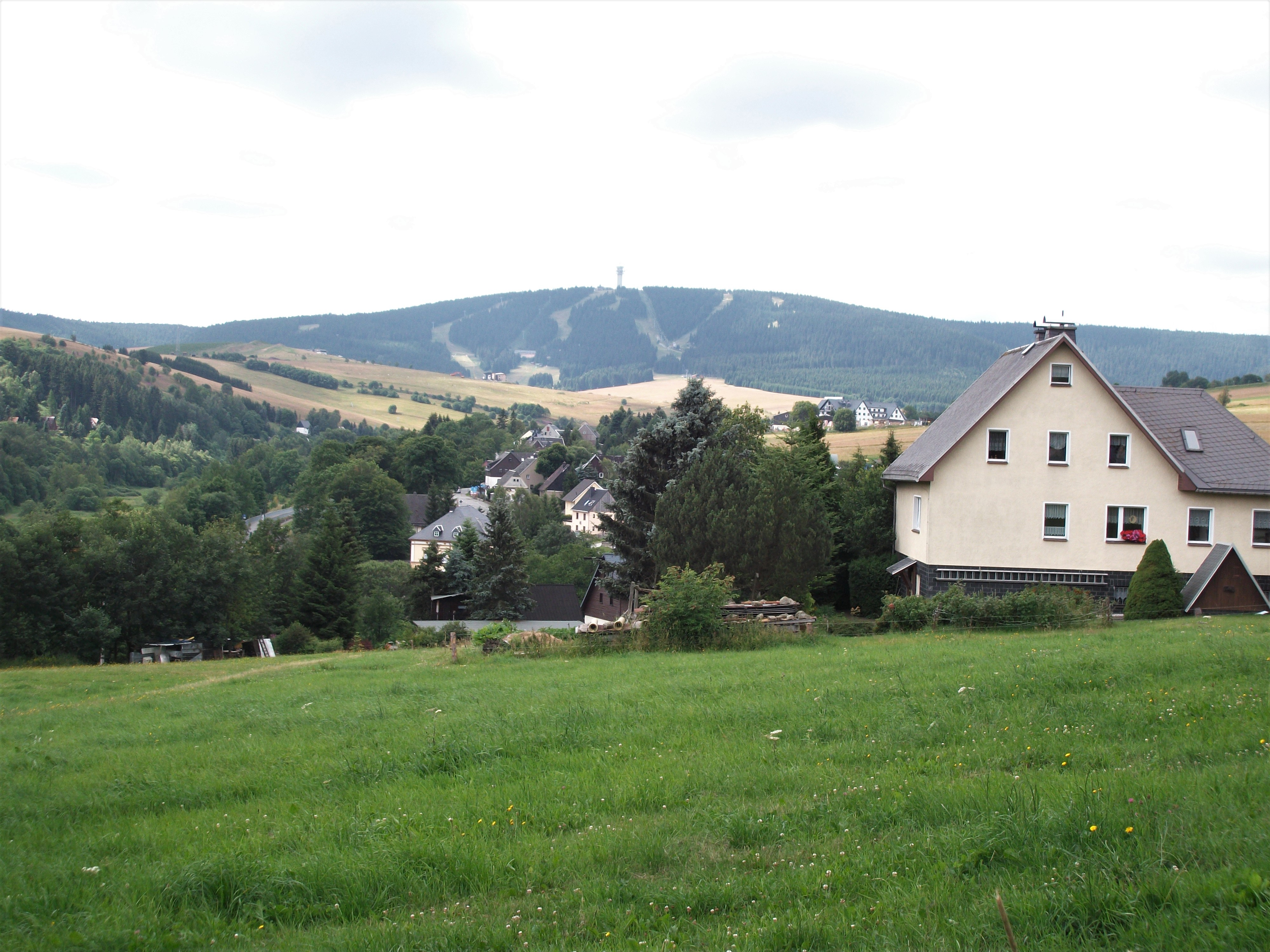
Blick vom Bimmelbahnpfad über Unterwiesenthal zum Klínovec (Keilberg)

Unterwiesenthal liegt am Kamm des Mittleren Erzgebirges im Tal des Pöhlbachs, der gleichzeitig die Staatsgrenze zur Tschechischen Republik bildet. Auf böhmischer Seite liegt Loučná (Böhmisch Wiesenthal), mit dem Unterwiesenthal über einen Grenzübergang für Fußgänger verbunden ist. Auf deutscher Seite sind Oberwiesenthal im Westen und Hammerunterwiesenthal im Norden Nachbarorte.
Das Ortsgebiet von Unterwiesenthal reicht im Nordwesten bis an die Hänge des Fichtelbergs und des Eisenbergs heran. Historische Siedlungsplätze in der Flur von Unterwiesenthal sind Rotes Vorwerk⊙, Weißes Vorwerk⊙, Roter Hammer⊙ und Berghäuser⊙. Letztere ist nicht zu verwechseln mit der gleichnamigen Siedlung, die zur Hammerunterwiesenthaler Siedlung Bärenlohe gehört. In der Gemarkung Unterwiesenthal befindet sich weiterhin das in Plattenbauweise errichtete Wohngebiet Sparingberg.⊙

## Geschichte

### 15. bis 18. Jahrhundert

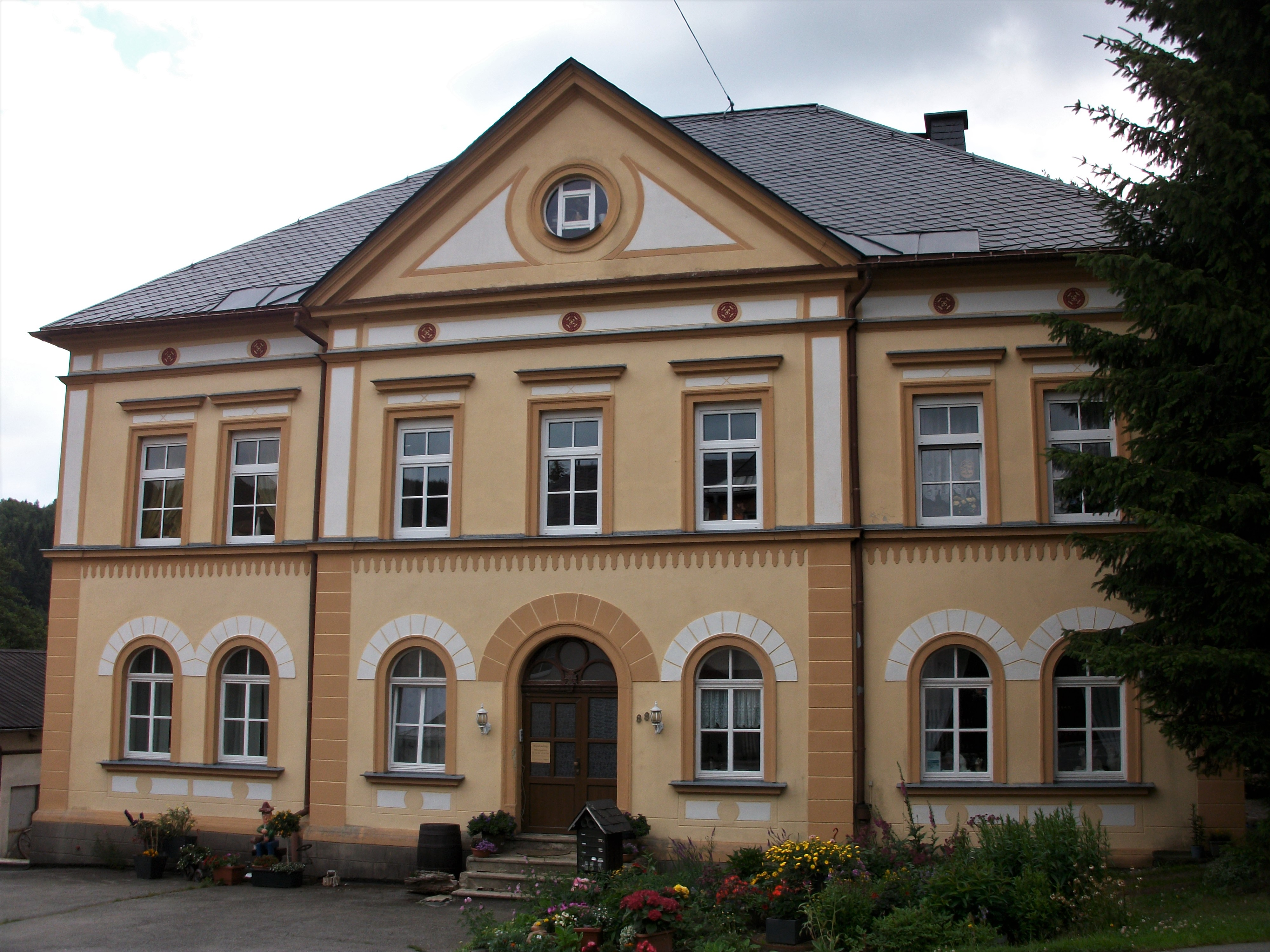
Hammerherrenhaus Roter Hammer (Unterwiesenthal)

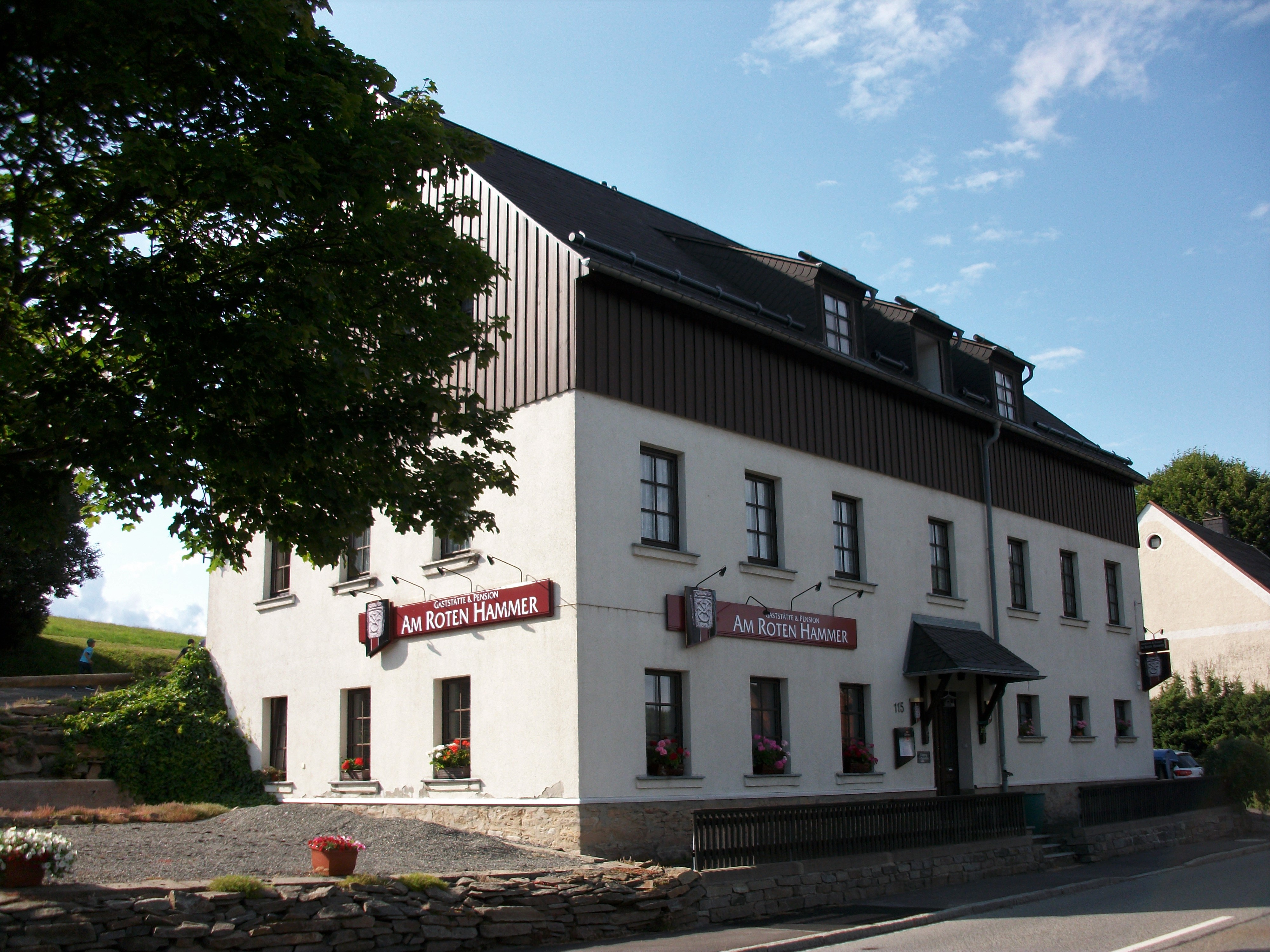
Gasthaus Am Roten Hammer (Unterwiesenthal)

Das genaue Gründungsdatum von „Unter-Alt-Wiesenthal“, wie Unterwiesenthal früher genannt wurde, ist nicht bekannt. Der Ort wurde im Jahr 1406 als Wizinthal erstmals urkundlich erwähnt. Dieses Dokument belegt die Verpfändung der Grafschaft Hartenstein, in dessen oberen Teil Alt-Wiesenthal lag, von Burggraf Heinrich I. von Hartenstein an das Haus Schönburg. Nachdem seit 1525 im oberen Zechengrund Silbererz gefunden wurde, veranlassten die Herren von Schönburg im Jahr 1527 die planmäßige Anlage einer Siedlung im Wiesenthal, das heutigen Oberwiesenthal, westlich von Alt-Wiesenthal. 
Oberhauptmann Wolf von Schönburg verlieh 1538 vier Hammerschmieden das Recht, unter dem Stümpel genannten Teil des heutigen Eisenberges neben der Brettmühle am Wiesenthaler Wasser ein Hammerwerk anzulegen. Daraus ging der Rote Hammer hervor.
Die Siedlung erhielt am 25. Juli 1588 das Stadtrecht. 1530 erhielt Alt-Wiesenthal von der Schönburger Grundherrschaft ein Gerichtssiegel verliehen, welches ein Kreuz mit flankierenden Kleeblättern beinhaltet. Ober- und Unterwiesenthal wurden gemeinsam als Deutsch Wiesenthal bezeichnet, im Gegensatz zum jenseits des Pöhlbachs liegenden Böhmisch Wiesenthal. Beide Orte gehörten im 16. Jahrhundert zur oberen Grafschaft Hartenstein, die seit 1416 Teil der Schönburgischen Herrschaften war und seit der Leipziger Teilung 1485 zur albertinischen Linie der Wettiner gehörte. Durch den Verkauf des oberen Teils der Grafschaft Hartenstein an die Wettiner wurden Alt- und die Neustadt Wiesenthal am 2. Mai 1559 dem neu gegründeten kursächsischen Amt Crottendorf angegliedert. Dieses stand von Anfang an administrativ in engem Zusammenhang mit dem benachbarten Kreisamt Schwarzenberg, mit dem es im Jahr 1670 schließlich vereinigt wurde.
Die erste Kirche in Wiesenthal war eine Kapelle, die sich in der Nähe des im 19. Jahrhundert angelegten Bahnübergangs in Unter-Alt-Wiesenthal befand. In einer alten Pfarrmatrikel wurde sie „Kapelle in Nieder-Wiesenthal“ genannt. Im Jahr 1539/40 wurde in der Grafschaft Hartenstein und somit auch in Alt- und der Neustadt Wiesenthal die Reformation eingeführt. Zur „Parochie Unterwiesenthal“ gehörten in der ersten Hälfte des 17. Jahrhunderts auch die auf böhmischer Seite gelegenen evangelischen Nachbarorte Böhmisch Wiesenthal und Stolzenhain, die erst durch die Festlegung des Pöhlbachs als sächsisch-böhmische Grenze im Jahr 1525 von Alt-Wiesenthal herrschaftlich getrennt wurden. Durch die Gegenreformation im Königreich Böhmen mussten die protestantischen Exulanten ihre Heimat verlassen und fanden jenseits der Grenze eine neue Heimat. Dadurch erlebten Ober- und Unterwiesenthal um 1650 einen Bevölkerungszuwachs. Nördlich von Unterwiesenthal entstand im Jahr 1657 durch Ansiedlung von Exulanten die Siedlung Hammerunterwiesenthal. Während die durch Zwang wieder katholisch gewordenen Orte Böhmisch Wiesenthal und Stolzenhain eine gemeinschaftliche katholische Kirche bekamen, erhielten Ober- und Unterwiesenthal eine gemeinsame evangelische Kirche auf der Gemarkungsgrenze der beiden Orte. Die baufällige und zu klein gewordene alte Kapelle in Unterwiesenthal wurde daraufhin abgerissen. Im 17. Jahrhundert waren jedoch noch Überreste erkennbar. Zwischen 1665 und 1669 entstand anstelle der ersten Fachwerkkirche eine steinerne Stadtkirche. Nach der Zerstörung durch den Stadtbrand des Jahres 1862 entstand auf dem Areal die heutige, seit 1927 so genannte Martin-Luther-Kirche, zu der Ober- und Unterwiesenthal, Tellerhäuser und die Filialkirche in Hammerunterwiesenthal gehören.

### 19. Jahrhundert

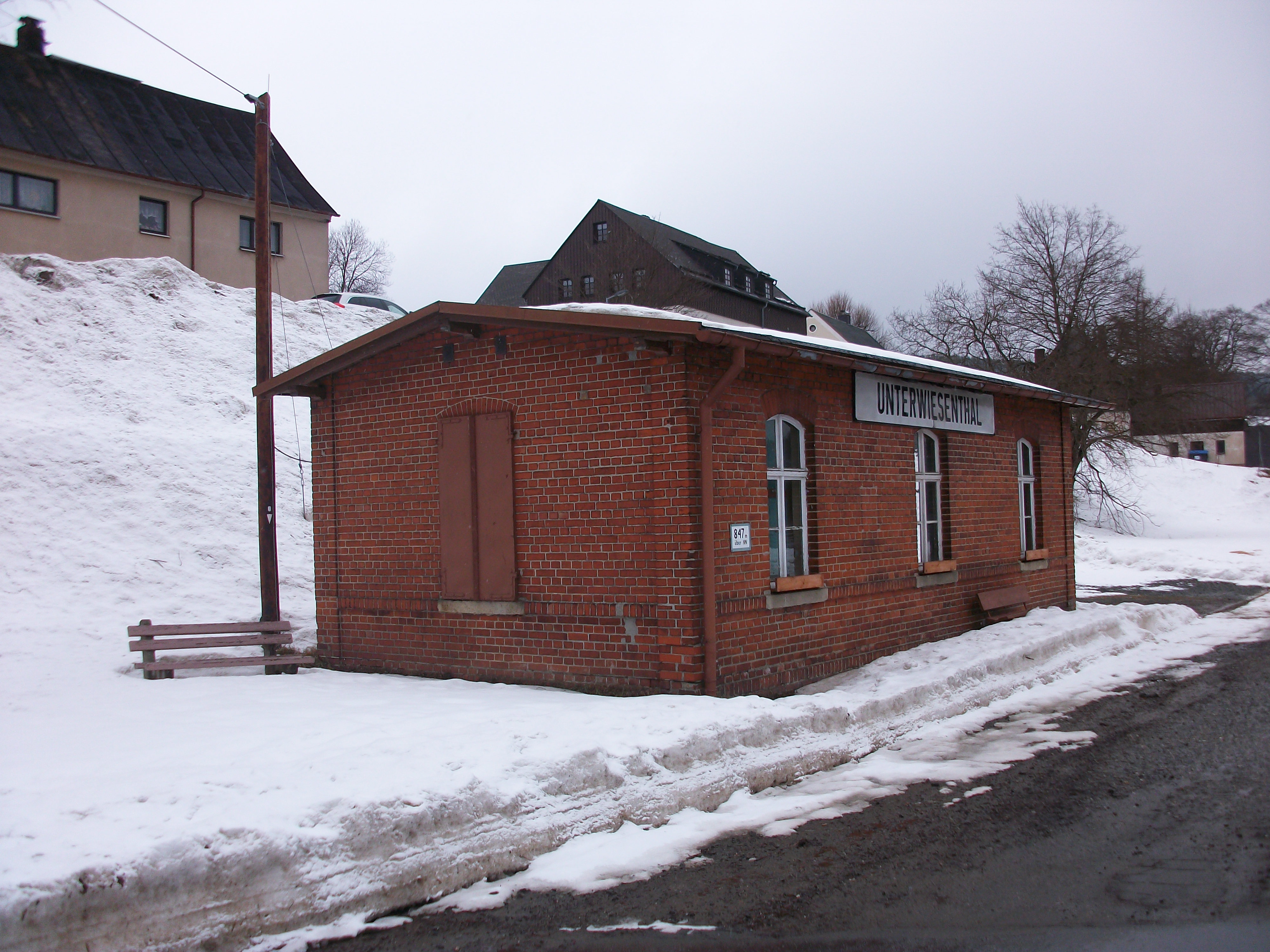
Haltepunkt Unterwiesenthal, Wartehalle (2017)

Der Stadtstatus wurde Unterwiesenthal offiziell erst mit der Einführung der neuen sächsischen Verfassung im Jahre 1832 verliehen. Jedoch hatte der Ort bereits bei der Gründung von Oberwiesenthal im Jahr 1527 als bergbautreibendes Dorf stadtähnliche Rechte, was sich auch in der Verleihung eines Gerichtssiegels im Jahr 1530 ausdrückt. Im Jahr 1719 wurde Unterwiesenthal als „Bergflecken“ und 1792 als „Bergstadt“ bezeichnet. Im 19. Jahrhundert zählten zu Unterwiesenthal noch die Siedlungen Rotes Vorwerk, Weißes Vorwerk, Roter Hammer und Berghäuser. Während das Rote und das Weiße Vorwerk abgerissen wurden, ging der Rote Hammer im Siedlungsgebiet von Unterwiesenthal auf. Die Berghäuser befinden sich heute an der Straße „Am Berg“. Neben dem Roten Hammer am Ortsrand von Unterwiesenthal existierte nördlich davon noch der Untere Hammer, auch Ritzischer Hammer genannt, um den sich Hammerunterwiesenthal bildete. Anlass der Gründung dieser Hammerwerke war der Fund von Eisenstein am Eisenberg nördlich des Orts. 1834 zählten zum Roten Hammer ein Drahtwerk, 16 Gebäude und 37 Einwohner. Der Hammer in Unterwiesenthal wurde im 19. Jahrhundert in eine Eisengießerei umgewandelt.
Im Jahre 1832 erfolgte eine Neuorganisation des Kreisamtes Schwarzenberg. Aus dem südöstlichen Teil des Amtes um Oberwiesenthal und angrenzenden Orten wurde ein Justiz- und ein Rentamt in Oberwiesenthal unter dem Namen Amt Wiesenthal bzw. Gericht Wiesenthal gebildet, zu dem nun auch Unterwiesenthal gehörte. Seit 1856 gehörte  Unterwiesenthal zum Gerichtsamt Oberwiesenthal, dessen Verwaltungsbezirk im Jahr 1875 der Amtshauptmannschaft Annaberg angegliedert wurde. Im Jahr 1877 wurde die Freiwillige Feuerwehr Unterwiesenthal gegründet.
Der Bergbau kam im 19. Jahrhundert zum Erliegen. An seine Stelle trat nach dem Übergang ins 20. Jahrhundert zunehmend der Tourismus. Der Erschließung der Fichtelbergregion diente auch die am 19. Juli 1897 eröffnete Schmalspurbahn Cranzahl–Kurort Oberwiesenthal, die in Cranzahl Anschluss an die normalspurige Bahnstrecke Weipert–Annaberg hat und heute unter dem Namen „Fichtelbergbahn“ betrieben wird. Östlich des Roten Hammers entstand die „Haltestelle Unterwiesenthal“.

### 20. Jahrhundert bis zur Gegenwart

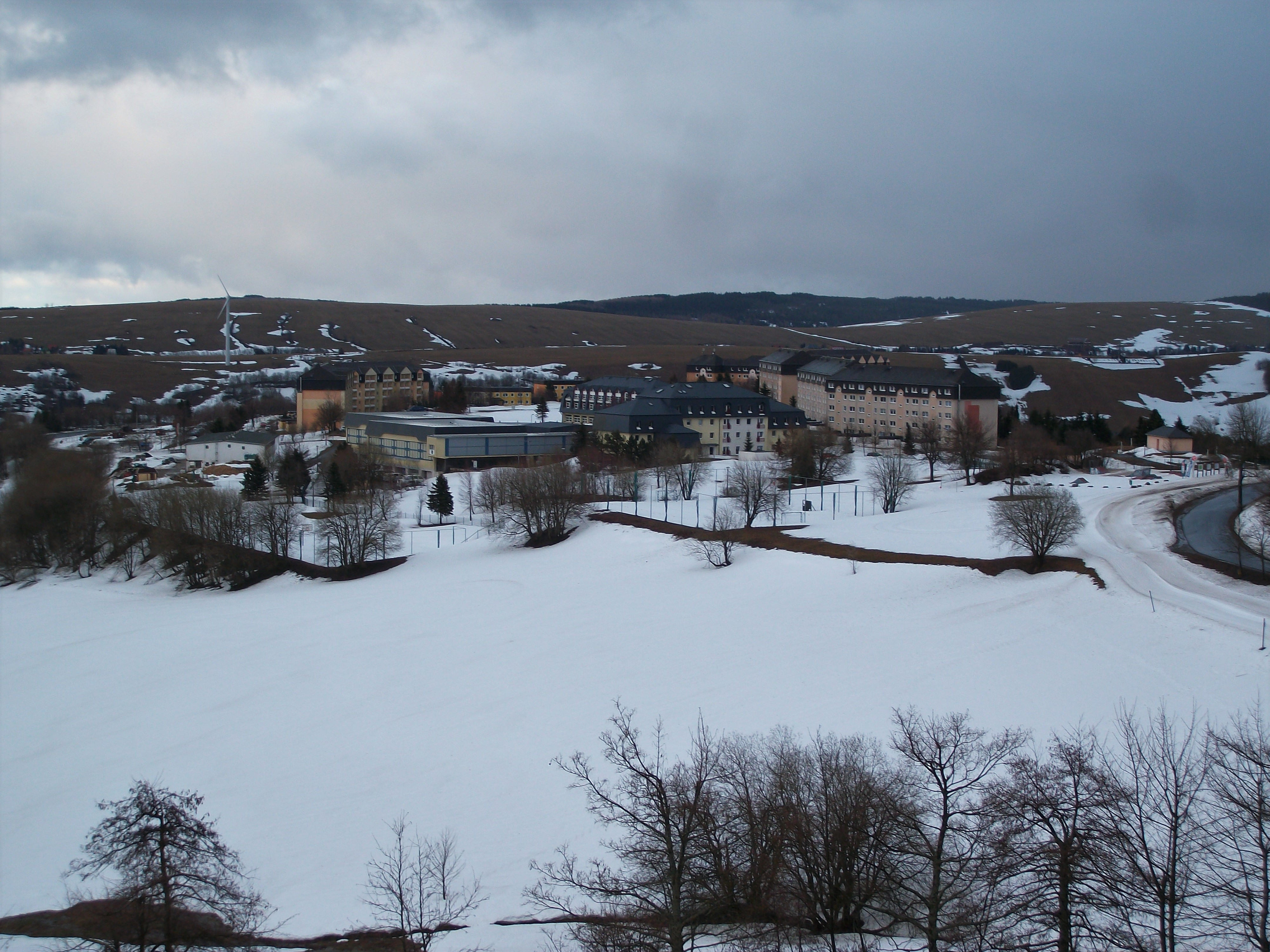
Wohngebiet Sparingberg in der Gemarkung Unterwiesenthal

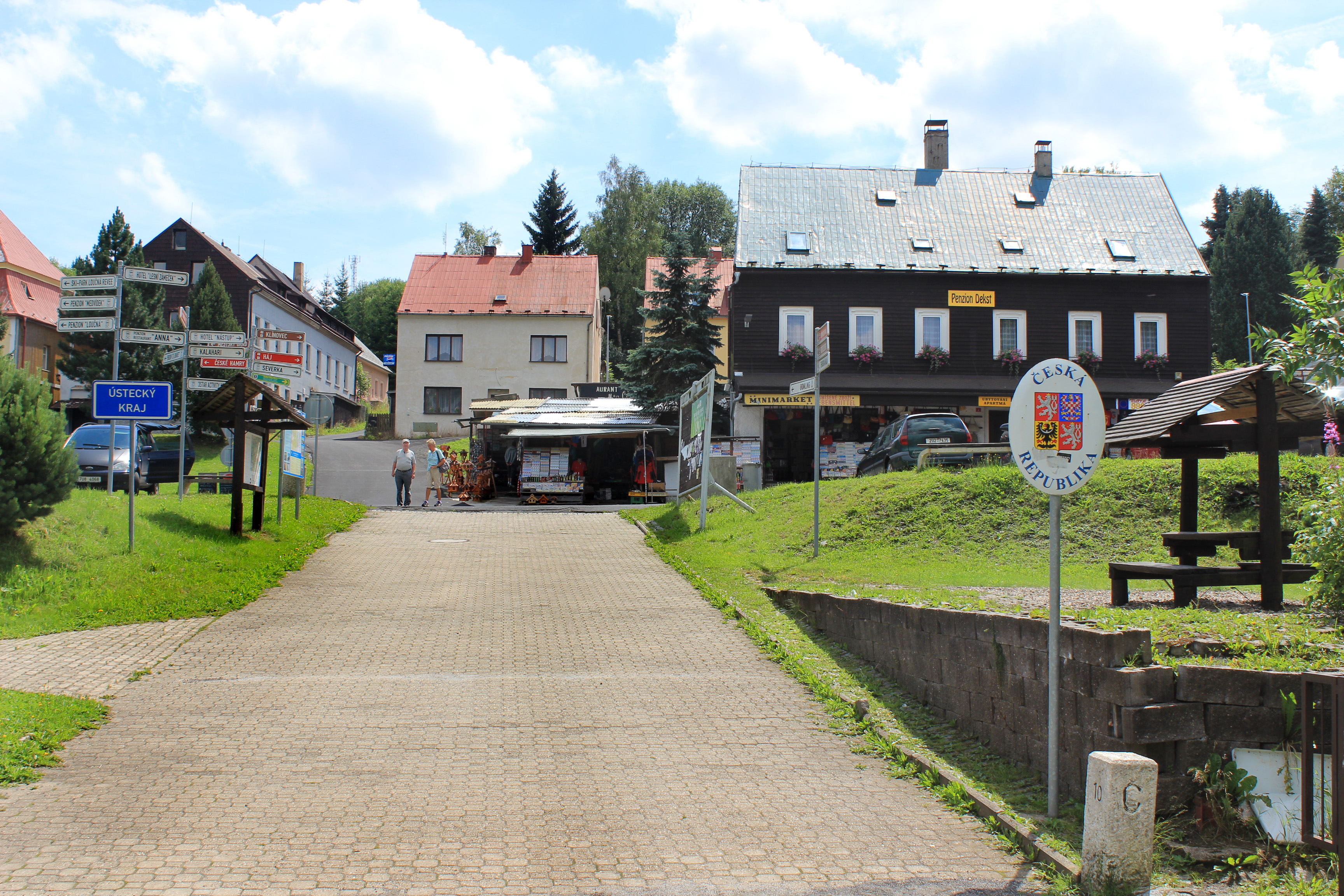
Unterwiesenthal, Grenzübergang nach Loučná pod Klínovcem (Böhmisch Wiesenthal)

Bereits im Jahr 1902 erfolgten erste, erfolglose Gespräche der Amtshauptmannschaft Annaberg mit den Bürgermeistern von Ober- und Unterwiesenthal über die Vereinigung der beiden Städte. Im Jahr 1906 wurde der Skiclub Unter- und Oberwiesenthal gegründet. Am 1. September 1921 erfolgte nach jahrelangen Verhandlungen der freiwillige Zusammenschluss von Ober- und Unterwiesenthal zur Stadt „Oberwiesenthal“, welche in diesem Zuge ein neues Wappen erhielt. Im Jahr 1935 wurde der Stadt Oberwiesenthal die Bezeichnung „Kurort Oberwiesenthal“ verliehen. Unterwiesenthal bildet einen Stadtteil der Kommune.
Durch die zweite Kreisreform in der DDR kam Unterwiesenthal als Stadtteil von Kurort Oberwiesenthal im Jahr 1952 zum Kreis Annaberg im Bezirk Chemnitz (1953 in Bezirk Karl-Marx-Stadt umbenannt), der ab 1990 als sächsischer Landkreis Annaberg fortgeführt wurde und 2008 im Erzgebirgskreis aufging. Im Jahr 1995 wurde ein  Grenzübergang für Fußgänger und Radfahrer nach Loučná (Böhmisch Wiesenthal) eröffnet.

### Wappen
Unter Alt Wisenthal, das heutige Unterwiesenthal, erhielt durch die schönburgischen Grundherren im Jahr 1530 ein Gerichtssiegel verliehen. Dieses zeigte ein Kreuz mit flankierenden Kleeblättern.
Nach der freiwilligen Vereinigung der Städte Ober- und Unterwiesenthal am 1. September 1921 erhielt die nun „Oberwiesenthal“ genannte Stadt ein neues Wappen, das eine Kombination der beiden bisherigen Wappen der Stadtteile ist. Die beiden linken Teile, welche u. a. ein Kreuz mit flankierenden Kleeblättern beinhalten, wurden aus dem Unterwiesenthaler Gerichtssiegel übernommen. Die rechte Seite mit dem rot-silbernen Schild der Schönburger und dem Gezähe der Bergleute stammt aus dem früheren Oberwiesenthaler Stadtwappen.

### Entwicklung der Einwohnerzahl
| Jahr | Einwohnerzahl                 |
| ---- | ----------------------------- |
| 1559 | 42 besessene Mann,            |
| 1764 | 147 besessene Mann, 7 ¾ Hufen |
| 1834 | 1413                          |

| Jahr | Einwohnerzahl |
| ---- | ------------- |
| 1871 | 841           |
| 1890 | 752           |
| 1910 | 637           |

## Persönlichkeiten
- Guido Breitfeld (1831–1894), sächsischer Landtagsabgeordneter
- Fritz Fischer (1911–1968), Zeichner und Buchillustrator

## Verkehr

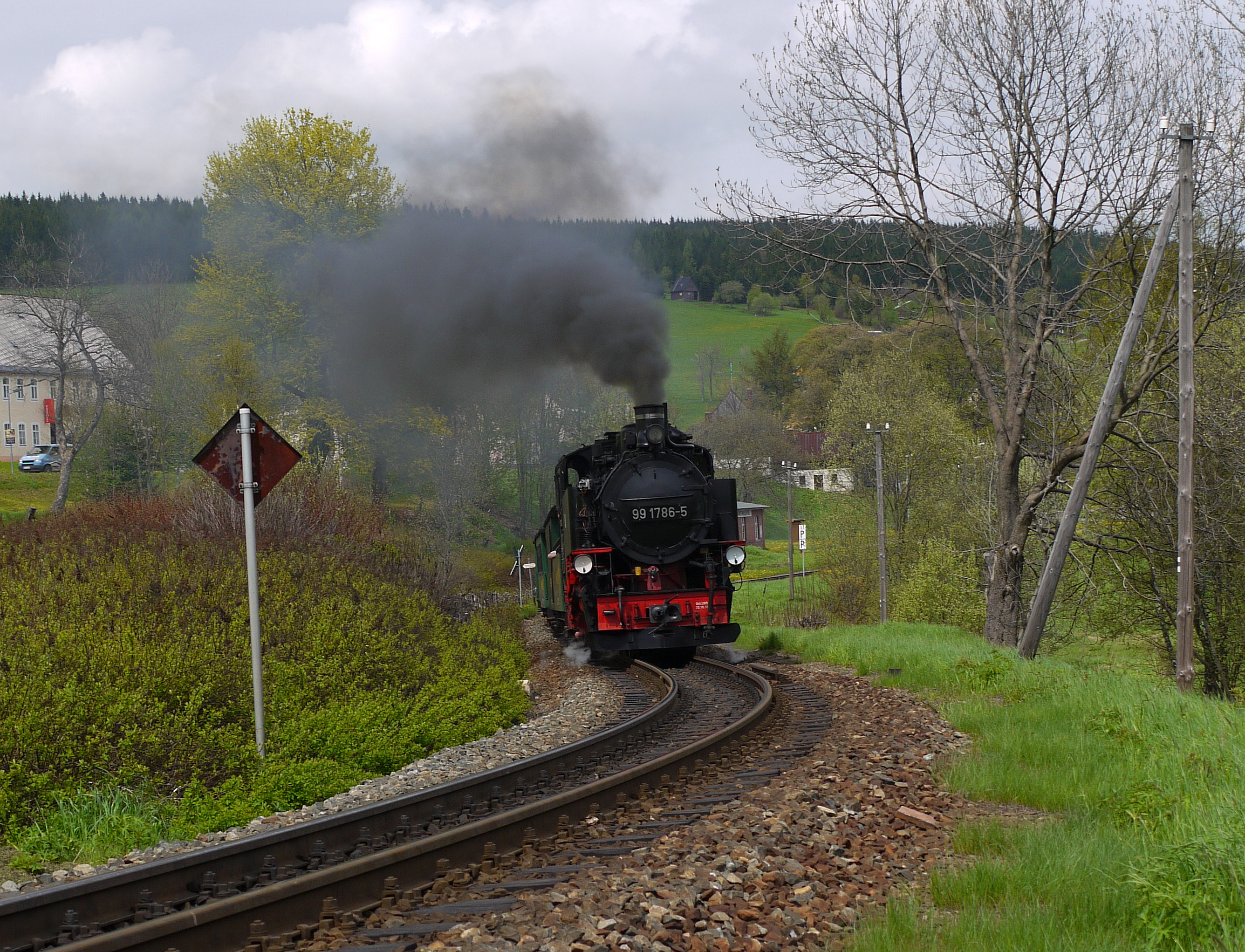
Die Fichtelbergbahn in Unterwiesenthal (2013)

Quer durch den Ort führt die Bundesstraße 95, zudem besitzt Unterwiesenthal durch eine Bahnstation an der Schmalspurbahn Cranzahl–Kurort Oberwiesenthal (Fichtelbergbahn) einen Anschluss ans Eisenbahnnetz.

## Tourismus
Durch die Lage am Fichtelberg ist in Unterwiesenthal auch Wintersport möglich. In der Nähe des einstigen Roten Vorwerks befindet sich heute die Sportbaude Waldeck. Dort führt auch der Kammweg Erzgebirge–Vogtland vorbei, auf dem man von Geising im Osterzgebirge über deutsche Seite des Erzgebirgskamms und das Vogtland bis nach Blankenstein in Thüringen wandern kann, wo der Rennsteig beginnt. Der Stoneman Miriquidi, die anspruchsvollste Mountainbikestrecke im Erzgebirge, verläuft nordwestlich des Orts.
Eine weitere Touristenattraktion ist die schmalspurige Fichtelbergbahn, an der Unterwiesenthal einen Haltepunkt besitzt.